# Robbie Amell
Robert Patrick „Robbie” Amell (ur. 21 kwietnia 1988 w Toronto) – kanadyjski aktor, występował w roli Jimmy’ego Madigana z serialu Nickelodeon True Jackson. Wystąpił także w innych serialach telewizyjnych jak: Derek kontra rodzinka i Uciekinierzy. Jest kuzynem aktora Stephena Amella.

## Filmografia

### Filmy
- 2005: Fałszywa dwunastka II jako Daniel Murtaugh
- 2007: American Pie: Bractwo Beta jako Nick Anderson
- 2007: Left for Dead jako Blair
- 2008: Od sklepowej do królowej (Picture This) jako Drew Patterson (TV)
- 2009: The Alyson Stoner Project jako gość VIP
- 2009: Scooby-Doo: Strachy i patałachy jako Fred Jones
- 2010: Scooby-Doo: Klątwa potwora z głębin jeziora jako Fred Jones
- 2012: Trafiony piorunem jako Justin Walker
- 2012: Hornet's Nest jako Andy Brazil (TV)
- 2013: The Hunters jako Paxton Flynn (TV)
- 2014: Criminal jako Dino (film krótkometrażowy)
- 2015: The DUFF jako Wesley „Wes” Rush
- 2015: Max jako Kyle Wincott
- 2015: Anatomy of the Tide jako Brad McManus
- 2016: Code 8 jako Connor Reed (film krótkometrażowy)
- 2016: Jak zostać kotem (Nine Lives) jako
- 2016: ARQ jako Renton
- 2017: The Babysitter jako Max
- 2018: Gdy spotkaliśmy się pierwszy raz (When We First Met) jako Ethan (TV)
- 2019: Code 8 jako Connor Reed
- 2020: Desperados jako Jared
- 2020: The Babysitter: Killer Queen jako Max
- 2021: Resident Evil jako 	Chris Redfield
- 2021: Eat Wheaties! jako Brandon

### Seriale
- 2006: Uciekinierzy jako Stephen (2 odcinki)
- 2006–2008: Derek kontra rodzinka jako Max Miller (17 odcinków)
- 2008: Detektyw Murdoch jako Wallace Driscoll (odc. Still Waters)
- 2008–2011: True Jackson jako Jimmy Madigan
- 2010: Unnatural History jako Michael O’Malley (2 odcinki)
- 2011: Jak poznałem waszą matkę jako Nate „Scooby” Scooberman (2 odcinki)
- 2011: Bracia i siostry jako młody William Walker
- 2011: CSI: Kryminalne zagadki Nowego Jorku jako Riley Frazier (odc. Air Apparent)
- 2011–2012: Zemsta jako Adam (4 odcinki)
- 2012: Alcatraz jako młody Ray Archer (3 odcinki)
- 2012: Słodkie kłamstewka (Pretty Little Liars) jako Eric Kahn (odc. The Kahn Game)
- 2012: Hawaii Five-0 jako Billy Keats (odc. Popilikia)
- 2013: Rozpalić Cleveland jako Lloyd (odc. The Conversation)
- 2013: 1600 Penn jako D.B. (7 odcinków)
- 2013: Zach Stone będzie sławny jako Nick (8 odcinków)
- 2013–2014: The Tomorrow People jako Stephen Jameson
- 2014–2017: Flash jako Ronnie Raymond / Firestorm / Deathstorm
- 2015: Współczesna rodzina (Modern Family) jako Chase (odc. Closet? You'll Love It!)
- 2015: Pojedynek na życie (Chasing Life) jako chłopak po ekstazie
- 2016–2018: Z Archiwum X jako agent specjalny Kyd Miller (3 odcinki)
- 2018–2019: Seria niefortunnych zdarzeń jako Kevin (3 odcinki)
- od 2020: Upload jako Nathan Brown